# Víctor Basadre
Víctor Manuel Basadre Orozco, más conocido como Víctor Basadre, nacido el 16 de febrero de 1970 en Lugo, es un entrenador de fútbol español.

## Trayectoria

### Entrenador
Comenzó entrenando con 16 años a los equipos de base de la SG Comercial-Estudiantes de Lugo, al mismo tiempo que jugaba en el equipo juvenil de dicho club. Una grave lesión de rodilla a los 18 años le hizo abandonar prematuramente los terrenos de juego, pasando en esa misma temporada a dirigir al equipo juvenil del que él formaba parte.
Con 18 años comenzó su formación académica como entrenador en la Escuela Gallega de Entrenadores, obteniendo en tres años y de forma consecutiva, los distintos títulos de entrenador, que le acreditaron en ese momento como el entrenador gallego más joven de la historia en obtener dicho nivel, y posiblemente de España.
Después de dirigir al equipo juvenil de la SG Comercial, y a la SD Castroverde y la SD Quiroga en categoría territorial; llega su primera oportunidad de trabajar en el fútbol profesional como asistente de Fabri González en el CP Mérida de Segunda División A de España. Después de esa etapa de dos años volvería a Galicia donde entrenaría a la UD Xove-Lago y la SD Mindoniense de Tercera División de España, para repetir como asistente de Fabri González en el Real Murcia durante la temporada 1998-99, año que concluiría en el mismo club pero como primer entrenador del equipo filial. De regreso a Galicia se hace cargo del CD Endesa-As Pontes equipo de Tercera División, para recalar en la temporada 2000-01 en el CD Lugo donde pasaría tres temporadas desarrollando diversos cargos, empezando como coordinador del fútbol base, pasando por secretario técnico o segundo entrenador, y concluyendo como entrenador del primer equipo.
En el año 2003 dirige a la SD Noja de Tercera División, con la que consigue el título de campeón de liga, disputando el play off de ascenso a Segunda División B, quedando eliminados en la ronda disputada ante la SD Huesca. De vuelta en Galicia, donde compatibiliza siempre que puede sus tareas de entrenador con las de profesor de la Escuela Gallega de Entrenadores, le surge la posibilidad de entrenar al Caravaca CF en tierras levantinas. Este regreso a la Región de Murcia tendría gran trascendencia para su futuro, puesto que es allí donde meses después acaba trabajando para el Lorca Deportiva CF en Segunda División A, y donde conocería a Unai Emery, quien años después lo llevaría como asistente suyo al Valencia CF en Primera División.
Con posterioridad a esta etapa, y compatibilizando sus tareas docentes con las de entrenador, dirigió a varios equipos de la Región de Murcia tales como Murcia Deportivo CF (juvenil), FC Puente Tocinos, Real Murcia (juvenil), CD Cieza (juvenil), o UCAM CF (juvenil). 
Tras esta etapa, y con la firme intención de regresar a los banquillos profesionales, se hizo cargo del recién creado FC Cartagena B, alcanzando la Tercera División tras dos ascensos de categoría consecutivos. Como muestra de ese afán por recuperar un hueco en el fútbol profesional, recala por tercera vez en el Real Murcia, donde dirige de inicio al equipo filial, teniendo la oportunidad de dirigir de forma interina al primer equipo durante dos partidos. 
Durante la temporada 2019-20 tiene su primera experiencia en el extranjero, en el Volos NFC de la Super Liga Griega, ejerciendo de asistente de Juan Ferrando, donde llega a ejercer de primer entrenador durante cuatro partidos; esa misma temporada se ve redondeada con una nueva experiencia en Lituania, en el FC Zalgiris de la A Lyga, para acabar el año en la Sociedad Deportiva Formentera.
El 5 de enero de 2021 firma por el FK Sūduva de la ciudad lituana de Marijampolė, conjunto que ha ganado tres de las últimas cuatro ligas de su país. En esa misma temporada alcanzan el subcampeonato, después de una dura pelea mano a mano con Zalgiris Vilnius, además de clasificarse para la Conference Europa League. En Europa pasan la primera ronda previa, cayendo en segunda ronda contra el equipo polaco del Rakow Częstochowa en la tanda de penalties. 
En su segunda temporada al frente del FK Suduva logran el título de Supercopa de Lituania, y apenas un mes más tarde, el 5 de abril de 2022, es destituido como entrenador del FK Sūduva.
El 24 de julio de 2022, firma por el FK Spartaks Jūrmala de la Virslīga. El 6 de octubre de 2022, presentaría su dimisión al frente del conjunto letón.
El 13 de enero de 2023, firma por el Doxa Katokopias de la Segunda División de Chipre. Tras diez días en el cargo, el 24 de enero de 2023 es destituido como técnico del conjunto chipriota.
El 11 de abril de 2023, ficha por la Real Balompédica Linense de la Primera Federación.
En la temporada 2023-24, ejerce como coordinador de las categorías inferiores del Club Deportivo Puebla de Soto murciano.
El 5 de marzo de 2024, firma como entrenador de la UD Melilla de la Primera Federación, con el que no podría evitar evitar el descenso a Segunda Federación.

## Clubes
| Club                   | País     | Año       |
| ---------------------- | -------- | --------- |
| S. G. Comercial        | España   | 1989-91   |
| S. D. Castroverde      | España   | 1991-92   |
| S. D. Quiroga          | España   | 1992-93   |
| C. P. Mérida           | España   | 1993-94   |
| U. D. Xove-Lago        | España   | 1995-96   |
| S. D. Mindoniense      | España   | 1996-97   |
| Real Murcia C. F.      | España   | 1998-99   |
| C. D. Endesa-As Pontes | España   | 1999-00   |
| C. D. Lugo             | España   | 2000-03   |
| S. D. Noja             | España   | 2003-05   |
| Caravaca C. F.         | España   | 2005-06   |
| Lorca Deportiva C. F.  | España   | 2006-08   |
| Murcia Deportivo C. F. | España   | 2008-09   |
| Valencia C. F.         | España   | 2009-10   |
| F. C. Puente Tocinos   | España   | 2010-11   |
| Real Murcia C. F.      | España   | 2011-12   |
| C. D. Cieza            | España   | 2012-13   |
| UCAM C. F.             | España   | 2013-14   |
| F. C. Cartagena        | España   | 2015-17   |
| Real Murcia C. F.      | España   | 2017-18   |
| Volos NFC              | Grecia   | 2019-20   |
| FK Žalgiris Vilnius    | Lituania | 2020      |
| S. D. Formentera       | España   | 2020      |
| FK Sūduva              | Lituania | 2021-2022 |
| FK Spartaks Jūrmala    | Letonia  | 2022      |
| Doxa Katokopias        | Chipre   | 2023      |
| UD Melilla             | España   | 2024      |